# Демоны Пенджаба
Де́моны Пенджа́ба (англ. Demons of the Punjab) — шестая серия одиннадцатого сезона британского научно-фантастического сериала «Доктор Кто». Сценарист серии — Виней Патель. Режиссёр — Джейми Чайлдс. Премьера серии состоялась 11 ноября 2018 года.
В этой серии Ясмин Хан (Мандип Гилл) просит Тринадцатого Доктора (Джоди Уиттакер) отвезти её к своей бабушке Амбрин (Лина Дхингра) во время её молодости (Амита Суман), в результате чего они и их друзья Грэм О'Брайен (Брэдли Уолш) и Райан Синклер (Тосин Коул) оказываются посреди событий, связанных с разделом Британской Индии. В это время Доктор пытается узнать, причастны ли к недавнему убийству мужчины инопланетяне.

## Сюжет
Празднуя день рождения своей бабушки Амбрин, Ясмин получает от неё разбитые часы. Интересуясь их происхождением, Ясмин просит Доктора отвезти её в прошлое бабушки. Та соглашается, но нехотя, и приводит её, Грэма и Райана в Пенджаб августа 1947 года. По прибытии Ясмин узнаёт, что предыдущим владельцем часов был индус по имени Прем, за которого молодая Амбрин намеревалась выйти замуж, несмотря на то, что семья Ясмин имеет мусульманские корни. Доктор отмечает, что группа прибыла 14 августа, за день до кровопролитного раздела Индии. Она советует друзьям поторопиться со свадебной церемонией, дабы убедиться, что Амбрин, Прем и их семьи не попадут под последствия раздела.
До церемонии Доктору во время кратких головных болей приходят видения инопланетных существ. Когда приходит время церемонии, они узнают, что садху Бхакти, который должен был её провести, был убит. Когда Доктор расследует убийство, к ней присоединяется Прем и рассказывает, что видел тех же пришельцев во время смерти своего старшего брата на войне в Сингапуре. Предположив, что Бхакти убили инопланетяне, Доктор в итоге находит их корабль и встречает их. Она узнаёт в них тиджарианцев, расу убийц, но выясняет, что те пришли на Землю, чтобы почитать память умирающих в одиночестве. Рассказав, что Прем станет жертвой раздела, они позволяют Доктору посмотреть запись смерти Бхакти. Запись раскрыла, что младший брат Према Маниш, который был против свадьбы, убил Бхакти.
Вернувшись к своим спутникам, она доносит до них эти сведения. Ясмин убеждает её остаться, и на следующий день свадебную церемонию проводит Доктор. В это время она и её спутники видят, как разбились часы Према и стали махром для Амбрин. Увидев Маниша, Доктор обвиняет его в убийстве Бхакти, после чего тот сообщает, что связался с небольшой группой индусских националистов, чтобы они сорвали свадьбу. Пока Амбрин и её мать сбегают, Прем остаётся, чтобы переубедить Маниша, но погибает от рук националистов. В наши дни бабушка Ясмин высказывается по поводу менди, которое Ясмин сделала перед свадьбой.

## Производство

### Кастинг
После премьеры первой серии сезона «Женщина, которая упала на Землю» было подтверждено, что в сезоне появятся Шейн Заза, Хамза Джитуа и Амита Суман. Они сыграли роли Према, Маниша и молодой Амбрин соответственно.

### Музыка
Во время заключительных титров вместо традиционной музыкальной темы сериала играла версия музыкальной темы, вдохновлённая индийской музыкой.

### Съёмка
Серия была снята в испанской провинции Гранада.

## Показ
За один вечер серию посмотрело 5,77 миллионов зрителей. Это второй результат вечера и десятый за всю неделю среди программ со всех каналов. Доля зрителей серии составила 27,5 %. Серия получила индекс оценки, равный 80 (из 100).

## Критика
Серия получила положительные отзывы от критиков. На сайте Rotten Tomatoes она получила одобрение 96 % на основе 24 отзывов при среднем рейтинге 7,8 из 10. Было выдано следующее заключение: «Серия „Демоны Пенджаба“ концентрирует внимание на семье и прогрессе, укрепляя целостный тематический штамп этого сезона на весь сериал».